# Nieuwvorming (medisch)
Nieuwvorming ofwel neoplasie is een ziekelijke weefselontaarding die gepaard gaat met het optreden van goedaardige (benigne) of kwaadaardige (maligne) gezwellen (tumoren). Dit moet gepaard gaan met vorming van nieuwe cellen, niet uitsluitend met zwelling door oedeem of vergroting van al bestaande cellen. De grens is niet scherp. Zo zijn bijvoorbeeld wratten als een virusinfectie maar ook als nieuwvorming te beschouwen.